# European MALE RPAS
European MALE RPAS (European Medium Altitude Long Endurance Remotely Piloted Aircraft System, także jako Eurodrone) – projekt europejskiego bezzałogowego samolotu klasy Medium-altitude long-endurance (MALE).

## Historia

### Geneza
W arsenałach europejskich państw NATO, wśród aparatów klasy Medium-altitude long-endurance (MALE) – statków powietrznych o średniej wysokości i długotrwałości lotu, dominują bezzałogowe aparaty powietrzne amerykańskiej lub izraelskiej produkcji. Są to maszyny sprawdzone w warunkach bojowych typu MQ-9 Reaper lub dojrzałe konstrukcyjnie typu EADS Harfang. Brak jednak aparatów będących produktem europejskiej myśli technicznej. Zakupiony w niewielkiej liczbie przez Włoskie Siły Powietrzne Piaggio-Selex P.1HH Hammerhead lub nie mogący zyskać klientów EADS Talarion nie tworzą siły europejskiego przemysłu zbrojeniowego w dziedzinie budowy i eksploatacji tego typu samolotów. Z kolei SAGEM Patroller jest dopiero na początku swojej drogi rozwoju. Aby zaradzić sytuacji, w grudniu 2013 roku Rada Europy uznała budowę własnego systemu klasy MALE za jeden z czterech priorytetów w sferze rozwoju technicznego. 18 maja 2015 roku Francja, Niemcy, Włochy oraz dołączająca do tego grona kilka miesięcy później Hiszpania, ogłosiły wspólnie rozpoczęcie fazy studyjnej, której czas trwania zaplanowano na dwa lata. Jej wynikiem miało być zdefiniowanie zdolności operacyjnych, wymagań technicznych i nakreślenie wstępnej koncepcji systemu. W listopadzie 2015 roku kontrolę nad tym etapem prac przejęła organizacja Organisation conjointe de coopération en matière d'armement (OCCAR). Wsparcie dla projektu w zakresie przyszłej certyfikacji i integracji z europejskim systemem ruchu lotniczego zapewniła Europejska Agencja Obrony. Agencja została również podmiotem odpowiedzialnym za ułatwienie dostępu do programu innym zainteresowanym europejskim państwom.

### Projekt
Wstępnie zdefiniowane wymagania stawiane przed nową konstrukcją zakładały prowadzenie długotrwałych lotów rozpoznawczych i patrolowych z różnorodnym ładunkiem użytecznym. Dodatkowym elementem miała być możliwość wykonywania uderzeń na cele naziemne przy pomocy przenoszonego uzbrojenia. Plany przewidują oblot prototypu w 2023 roku i realizację pierwszych dostaw w 2025 roku. We wrześniu 2016 roku OCCAR podpisał umowę z firmami Airbus Defence and Space (ADS), Leonardo S.p.A. i Dassault Aviation, które zobowiązały się, współpracując ze sobą, zrealizować dwuletnią fazę koncepcyjną. W październiku tego samego roku OCCAR otworzył w Monachium biuro odpowiedzialne za nadzór nad pracami. W tym samym czasie do wymagań stawianych przed nowym projektem dołączono możliwość wskazywania celów. Dużą wagę w pracach projektowych przykładano do integracji systemu z cywilnym ruchem lotniczym, z możliwością poruszania się w przestrzeni nasyconej cywilnym lotnictwem. Systemy umożliwiające realizację tego wymogu, w dużym stopniu mają być zautomatyzowane. Bezzałogowce mają być wyposażone w układy wykrywania innych statków powietrznych, unikania kolizji, transmisji danych z i do aparatu przy pomocy łączy satelitarnych.
W lipcu 2017 roku upubliczniono pierwsze efekty prac. Dokonano wstępnej konfiguracji napędu nowej konstrukcji. Uznano, iż najlepiej spełniające wymogi poruszania się w cywilnej przestrzeni powietrznej będą dwa silniki turbośmigłowe. W styczniu 2018 roku program przeszedł krytyczny przegląd wymagań operacyjnych. 
W kwietniu 2018 roku na odbywającym się w Berlinie Internationale Luft- und Raumfahrtausstellung Berlin zaprezentowano publicznie makietę nowego samolotu. Maszyna w układzie dolnopłatu z dwoma silnikami ze śmigłami pchającymi, zamontowanymi na pylonach po obydwu stronach tylnej części kadłuba. Konstrukcja ma usterzenie typu T, chowane podwozie z przednim podparciem. Duże rozmiary samolotu zapewniają konstruktorom i potencjalnym przyszłym użytkownikom dużą elastyczność w doborze wykonywanych zadań. Modułowość samolotu umożliwi jego skonfigurowanie, przy wykorzystaniu tego samego płatowca, do realizacji różnorakich zadań: od atakowania celów naziemnych, po obserwację i rozpoznanie. W trakcie niemieckiej wystawy potwierdzono, iż samolot będzie zdolny do przenoszenia uzbrojenia i wykonywania zadań rozpoznawczych. Makieta wyposażona była w dużych rozmiarów głowicę optoelektroniczną. 
Wśród potencjalnych użytkowników wymienia się zaangażowane w projekt państwa, w tym Niemcy, które wstępnie planują nabycie 21 aparatów. W lipcu 2018 roku kraj ten podpisał umowę na leasing siedmiu aparatów Heron TP (eksportowej wersji izraelskich IAI Eitan). Ich eksploatacja ma trwać 9 lat, do czasu wprowadzenia docelowych samolotów klasy MALE, będących efektem prac projektu European MALE RPAS. W październiku 2018 roku Hiszpania ogłosiła zapotrzebowanie na 15 samolotów, których wprowadzenie do służby oczekiwane jest od 2026 roku. Do tego czasu eksploatowane będą zakupione MQ-9 Reaper. Francja, również będąca w posiadaniu amerykańskich Reaperów, zamierza zakupić osiem systemów z 24 aparatami. Brak informacji o zapotrzebowaniu ze strony Włoch.
W listopadzie 2018 roku, OCCAR podało do publicznej wiadomości informacje o wyborze Airbus Defence and Space na wiodącego producenta systemu. ADS będzie odpowiedzialny za ukończenie projektu, późniejszą produkcję i wsparcie eksploatacyjne. W tym samym miesiącu wstępny projekt systemu został zatwierdzony, co z jednej strony zakończyło fazę studyjną, a z drugiej pozwoliło rozpocząć fazę realizacyjną. Pod koniec 2018 roku do programu dołączyła Republika Czeska. Zainteresowaniem wzięciem udziału w pracach nad europejskim bezzałogowym samolotem klasy MALE wyrażało również polskie konsorcjum pod przewodnictwem WB Electronics. Brak jednak informacji o formalnym dołączeniu polskiego podmiotu do programu.
24 lutego 2022 roku, OCCAR wraz z Airbus Defence and Space GmbH zawarły umowę, w ramach której powstanie 20 zestawów bezzałogowych statków powietrznych. Umowa przewiduje również wsparcie techniczne, jakie producent zapewni przez okres 5 lat, podczas wdrażania sprzętu do użycia i jego eksploatacji. Podpisując umowę Airbus występował w imieniu trzech wiodących w projekcie firm, Airbus Defence and Space SAU z Hiszpanii, francuskiego Dassault Aviation i Leonardo SpA z Włoch. Z kolei OCCAR reprezentował Francje, Niemcy, Włochy i Hiszpanię.